# Língua unga
Unga ([uŋã]) ou umbrá (da cordilheira) é uma língua indígena da Colômbia, ainda não classificada, que atualmente é falada por aproximadamente cem pessoas, na terra indígena de Escopetera-Pirza, no município de Riosucio (Caldas), e também nas comunidades de Sardinero e Mápura, corregimento de Irrá, município de Quinchía (Risaralda).
Na época da conquista espanhola esta língua se falava em toda a região de Anserma (/anʃeɾ/ = sal) e chegou-se a acreditar que estava extinta, devido, por uma parte, à redução da população, e por outra parte, à concentração forçada de sobreviventes de diferentes povos indígenas na planície aluvial de Supía a partir de 1627. Porém, en 1995, os professores da Universidade de Caldas, Guillermo Rendón y Anielka Galemur, encontraram sete famílias falantes do ungã.

## Características
A ordem na oração pode ser: 
- Sujeito-Verbo-Objeto:

[nã: ĩ daʧiíru]  {nã:/ĩ/daʧiíru} //eu/sou/gente// "eu sou indígena umbrá".
[nã: ʧaɾkĩ ʥíbã:] {nã:/ʧaɾk-ĩ/ʥíb-ã:} //eu/cortar-presente/miolo-acusativo// "eu corto o miolo".
[ĩbá ĩ ĩ ʧimo:ɾ] {ĩbá/ĩ-ĩ/ʧi-mo:ɾ} //pedra/tener-ser/cor-vermelho// "a pedra tem que ser vermelha.
- Objeto-Sujeito-Verbo:

[kõkũĩtɐbaʧe ãʧú ĩ:ʃí] {kõ-kũĩtɐ-baʧ-e/ãʧ-ú/ĩ:ʃí} //astro-nubem-grande/sol-nominativo/iluminar-presente// "o sol ilumina o céu"
O adjetivo antecede ao substantivo, que se declina, encontrando-se os casos nominativo, acusativo, ablativo, vocativo e genitivo. Sufixos e infixos atuam como marcas de gênero e número. 
Os pronomes pessoais são:
[nã:] = eu
[nãũ] = tu
[nãũn] = ele
[nãũĩnõ] = ela
[nã:ĩ:] = nós
[nãũmi] = vós
[nãĩ] = eles
[nãõinoĩ:] = elas
Diferentes sufixos verbais servem como marcas de modo e tempo, por exemplo:
/ xũxúɾãi / = "falar"
[nãũn xuŋuɾa] = ele fala
[nãũn xuŋuɾaéi] = ele falou
[nãũn xuŋuɾaɤ] = ele falará
Podemos ver como se compõem diferentes lexemas derivados da palavra falar, na língua ungã:
[xũ] = ele fala
[xuŋũ] = cumprimentar
[xũŋuɾã] = voz
[xũŋúãɾka] = pensar (ɐrkã = cabeza)
[xũŋuɾãɾka] = entender
[xũŋuɾaɾkai] = entendimento
[xuŋuɾãtá] = pergunta
[xũɾãpɐ̃m] = diálogo, conversação
Mais exemplos ilustrativos:
[taɾãn] = mão
[taɾãbá] = braço
[taɾãwãwã] = dedos da mão ([wãwã] = meninos)
[taɾɐũsa] = maneta ([-ũsa] = sem-)
[tabɛɾa] = pulseira
[ɐɾɐ̃nda] = pé
[ɐɾɐ̃ndawãwã] = dedos do pé
[ɐɾɐ̃ndaiã] = perna
[ɐɾɐ̃ndaó] = coxa
[ɐɾɐ̃ndaá] = joelho
[aɾanbeɾa] = braçadeira para perna
[aɾandabã:] = perninhas
[aɾandaũsa] = manco
[ɐɾɐnʤa:tã] = dança
[ɐɾnʤa:tɐĩ] = dançar
[andarandaĩán] = correr
[ɐ̃ndanɐ̃ndɐ̃] = caminhar devagar
Um aspeto peculiar da fonética ungã é a formação de palavras onomatopéicas somente com consoantes, com séries de consoantes, e com uma ou poucas vogais:
[ʙ̥] = "saliva"
[↓ɬ↑ɬ] = "nariz", "cheirar" (↓ɬ = ingressiva fricativa lateral surda; ↑ɬ = ejetiva = ɬʼ)
[ɲ] (ñ) = agulha
[ks̪ks̪] = "escutar"
[ʔ̃tⁿtr] = "coração"
[ŋɾmna] = "estômago"
Estes lexemas independentes participam na composição:
[nãũn ↓ɬ↑ɬéĩ:]= "ele cheirou"
[atrʔ̃xg] = "acelerar", "encorajar"
[a:trg] = "aceleração", "coragem"
[a:ɛrs] = "acelerado"
[ɲikoni] = costurar
[ɲĩíku:n] = tecer
O lexema para o pronome interrogativo "quem" também está composto só por consoantes:
[ŋ̊ʔ̃] ="quem?
[de ŋ̊ʔʔ̃ guapaʧã ãtá bũ:] = Com quem vem Guapacha? ([ãtáĩ] = vir, [guapaʧã] = caçador).